# EM-2突擊步槍
EM-2，也被稱爲“No.9 Mk 1步槍”（Rifle No.9 Mk1）或“詹森步槍”（Janson Rifle）是一款實驗性質的英國製突擊步槍。該槍曾於1951年獲英軍短暫採用，但在裝備該槍不久後英國政府卻為了配合北約統一各成員國制式武器及彈藥的計劃而撤回採用該槍的決定。EM-2可以說是英國人對二戰期間的戰鬥經驗和德國人的先進武器進行反覆的研究和分析下的產物，並具備著許多創新的特徵，包括採用了緊湊的犢牛式佈局及在機匣頂部的提把上方裝有光学瞄准镜，同時發射中間型威力槍彈。
該槍採用一種高效率的實驗性質中間型威力子彈，是為.280英式彈，這種彈藥是以取代英軍自20世紀初以來便開始使用的.303英式彈及李-恩菲爾德步槍為前提下設計。然而美國政府卻認為.280英式彈的威力太弱，不適合作為步槍和機槍子彈。他們決定採用威力更強的7.62×51毫米全尺寸步槍彈為制式彈藥。由於EM-2在設計上較難被改膛至發射更長和更強的7.62×51毫米子彈，英國人又為了跟隨美國人的決定，於是只好把EM-2撤裝。他們隨後改以改良自比利時FN FAL的L1A1半自動步槍作制式武器。不過，英軍在1980年代起採用至今的SA80槍族跟EM-2一樣為犢牛式設計，由此可見EM-2及其他英國製實驗型突擊步槍在某程度上影響了英國的輕武器發展。

## 背景
在二戰才剛剛結束後不久，英國陸軍跟其他國家的軍隊一樣正在專注於研發自己的突擊步槍。他們早在一戰前就已經有著以一種新的彈藥替換.303英式彈的打算。但由於在時間和財政上的限制，這種彈藥一直被使用了超過30年。
當這些約束不再存在後，英國人研發了一種全新的.280英寸（7.1毫米）口徑中間型威力子彈，同時正在開發適應這種新彈藥的步槍及機槍。
另一方面，比利時FN公司已對英國研發的彈藥展現出興趣，並開始研發能夠發射這種彈藥的步槍。加拿大陸軍也同樣對英國人的新彈藥表示有興趣。除了考慮到現代化因素外，英加雙方都希望能夠令大家的軍隊統一口徑，以方便戰時後勤。

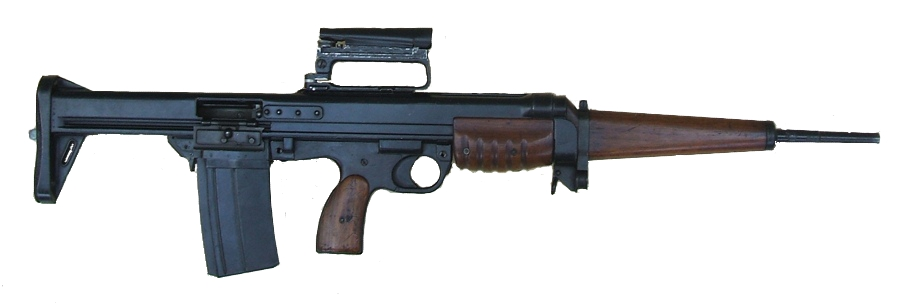
EM-1步槍

位於恩菲爾德鎮的皇家輕兵器工廠開始對4種武器進行開發，這些武器的名稱均以“EM”開頭，是為“實驗型”（Experimental Model）的縮寫。頭兩種分別是由斯坦利·索普開發的EM-1“眼鏡蛇”，以及EM-2“曼巴”。另外兩種武器只存在繪圖，分別為埃里克·霍爾少校開發的EM-3及丹尼斯·伯尼開發的EM-4 。英國官方於1948年1月6日給EM-1和EM-2正式命名，而它們也分別地被非官方命名為“索普步槍”和“詹森步槍”。其中“詹森”是來自EM-2的波蘭裔設計師，卡齊米日·賈努瑟夫斯基上尉的英語化名，斯蒂芬·肯尼斯·詹森。
EM-1和EM-2都採用了犢牛式佈局，彈匣和膛室均設置在扳機和手槍握把後方。這令它們的整體長度比起採用傳統佈局的槍械短20%，同時可令槍管和武器兩者的長度有著更好的比例。與美國M14自動步槍作對比，EM-2的整體長度比起前者短9.5寸，但槍管則比其長2.5寸。

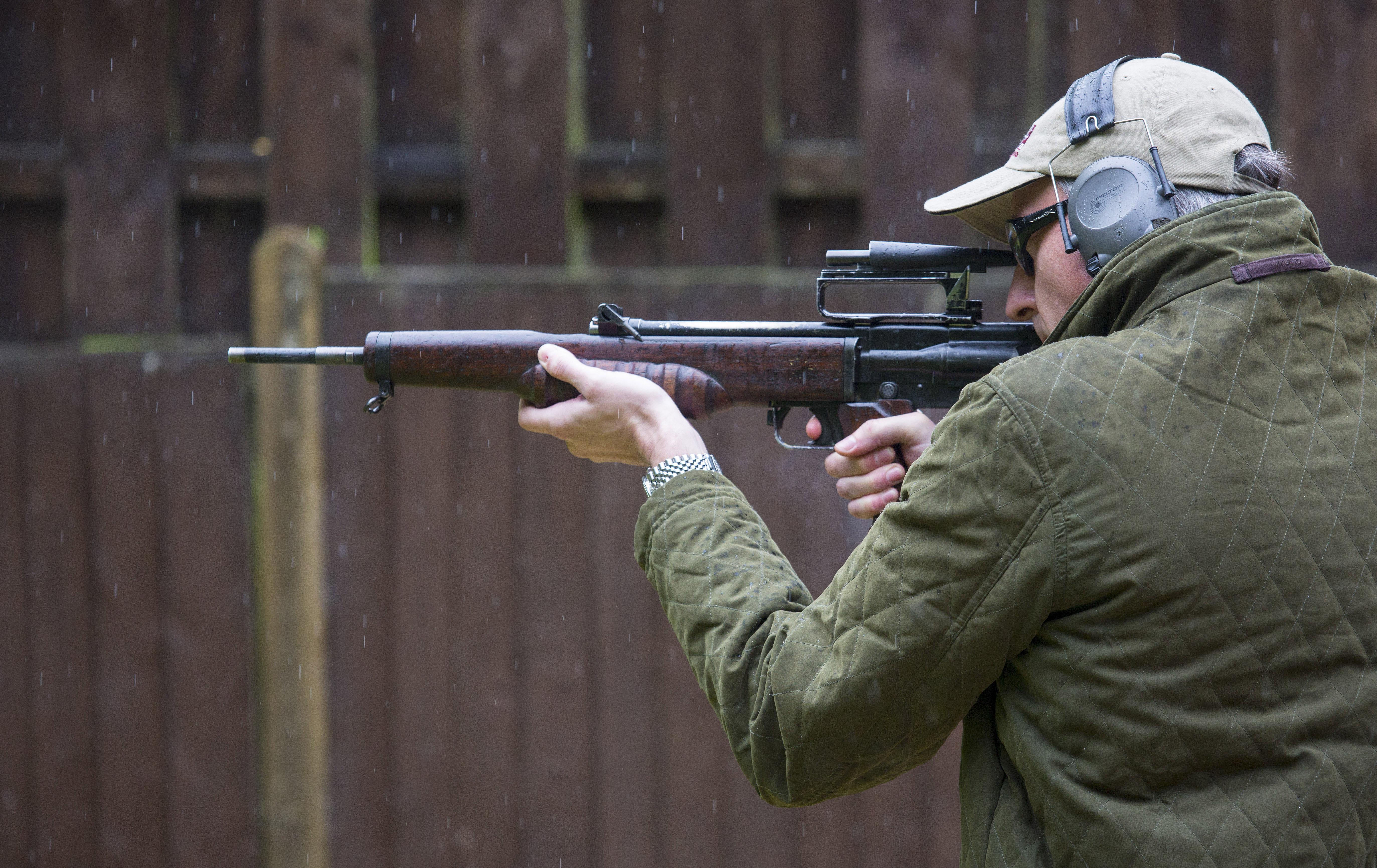
一人以EM-2射擊

EM-1和EM-2都以20發容量的可拆式彈匣供彈，射手可使用橋夾裝填。槍械的機匣頂部設有提把，上面裝有一個使用錐型分劃的光學瞄準鏡，它能夠讓射手作快速瞄準。兩種步槍都是擊發調變槍械，能夠透過撥動快慢機從半自動或全自動射擊模式之間進行更換，而.280英式彈的有效射程約800碼（730）。EM-1和EM-2在表面上十分相似，但內部結構卻完全不同。兩者之間除了瞄準鏡以外沒有其他可互換的零件。為了方便生產，EM-1是使用金屬衝壓的方式製成，重量比EM-2稍高。後來BSA公司也提交了自己的設計，一款發射.280英式彈的傳統佈局突擊步槍，BSA 28P。最後，EM-2被英國陸軍選中，並於1951年4月25日採納為制式步槍，他們把該槍命名為“9號.280口徑自動步槍”（Rifle, Automatic, Calibre .280, Number 9），該定名自1950年美國武器測試中已被英國陸軍部所採用。
因應英國陸軍重視士兵槍法的傳統，EM-2與其他20世紀的英國步槍一樣，在設計時尤其重視高水平的射擊精度。

## 北約制式化
在1949年北約成立後，各成員國需要統一自己的武器和彈藥規格，以方便後勤。故每個成員國研製的武器除了要得到自己政府的批准外還需考慮到其他北約成員的意見和利益。當中美國極力推崇自己的7.62×51毫米口徑步槍子彈和發射該彈藥的T25及T44原型步槍。在阿伯丁試驗場的實射測試中美方認定英方的.280英寸口徑子彈威力不足，而英方則反指美方的子彈用在步槍上太強，不利作全自動射擊。與此同時，一款.280口徑的FN FAL也參與了該場試射。
英美對制式步槍子彈的意見各執一詞，兩國的官員甚至展開了一系列冗長的辯論。後來加拿大宣佈自己只會在美方願意採用.280口徑子彈作為前提下採用這種彈藥。然而很明顯地美國並不會採用該彈藥。時任英國首相溫斯頓·丘吉爾認為北約的制式化進程比起已裝備的新武器更為重要，故決定向盟友作出讓步，推翻前任國防部長曼尼·辛威爾已經打算將.280口徑的EM-2作為制式步槍的決定。在這種情況下，EM-2的原型槍被以多種口徑推出，包括由香波公司推出的兩把7×49毫米“次選”口徑型號和另外兩把7.62×51毫米口徑型。其中一把香波的樣槍還被改膛為.30-06春田口徑。皇家輕兵器工廠和BSA則分別生產了15把和10把7.62×51毫米口徑的樣槍。另外，加拿大軍械廠公司也製作了10把7×51毫米“妥協”口徑的步槍。
事實證明，EM-2很難被改膛至適應更強的7.62×51毫米子彈，因此英國人認為最實際的做法是直接採用由FN公司生產的FN FAL自動步槍。FAL是一款由迪厄多內·塞弗把FN公司製作的.280口徑原型槍改良而成的武器。這款步槍比起EM-2更容易地改膛為7.62×51毫米口徑，而且比起前者更加適合使用這種更長和更強的彈藥。不過，採用7.62毫米口徑子彈也意味著武器的重量和長度都會顯著的增加，故這個決定等同於英國人忍痛地推翻自己原本的先進概念，令英國和其他西方國家在輕兵器方面倒退了一大步，從而在制式步槍的領域上被蘇聯領先至少20年。
丘吉爾希望其他英聯邦及包括美國在內的北約成員國會一同採用FN FAL，但結果美軍卻選擇了以M1加蘭德步槍改良而成的T44，並在制式採用後將其命名為“M14”。後來，美軍在越南戰爭的實戰經驗證明他們使用的7.62×51毫米子彈太強大，在全自動射擊時難以控制，故認為有必要地改用一種小口徑子彈來解決問題。為此，美國於1960年代中期採用了發射5.56×45毫米小口徑子彈的AR-15自動步槍，並把它命名為“M16”，以取代10多年前採用的M14。
數年後，北約也同意改用小口徑步槍子彈，認為有助於全自動射擊的控制及減低武器重量，故最終決定把5.56×45毫米SS109彈列為制式步槍彈。在決定採用5.56毫米子彈前，英國陸軍也曾對小口徑子彈展開額外的研究。

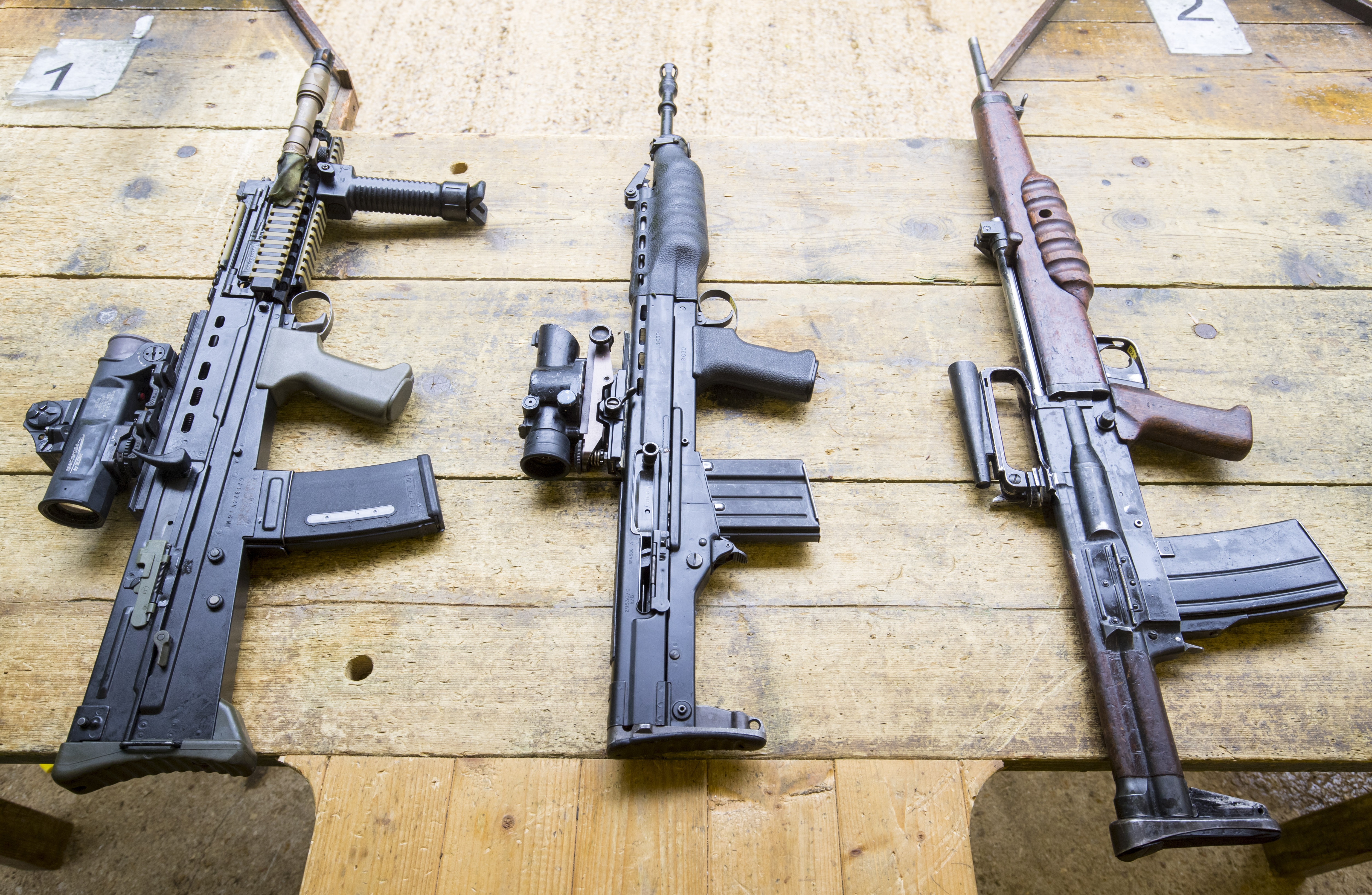
由左到右分別為SA80A2、XL60和EM-2

在1970年左右，英國人把兩把.280口徑的EM-2改膛為6.25×43毫米實驗口徑，但他們後來又再研發了一款更小口徑的4.85毫米子彈，還開發了全新的XL64/65步槍，最終更演變成英軍現在使用的5.56毫米口徑SA80槍族。因此英國軍方對EM-2計劃的重開實際上只持續了很短的時間。儘管SA80在外觀上與EM-2有少許相似，兩者的內部結構已完全不同，唯一相同的只是兩者均為犢牛式設計。SA80是把美國AR-18突擊步槍的英國授權生產型史特林SAR-87的內部結構放置在一個由英國人設計的犢牛式外殼裡面，而非從EM-2衍生而來。不過，EM-2的“步兵個人武器”概念則被SA80系列所繼承。

## 使用國
- 英国

## 流行文化

### 電子遊戲
- 2020年—《決勝時刻：黑色行動冷戰》：第五季實裝武器，命名為“EM2”。
- 2023年—《蔚藍檔案》：仲正一花的固有武器「Red Dragon」原型。

## 另見
- BSA 28P
- L64/65
- SA80
- FN FAL
- Steyr AUG

## 外部連結
- Modern Firearms（页面存档备份，存于）